# Ma Baker
"Ma Baker" é uma canção do grupo de música disco/euro disco Boney M., lançada como o primeiro single de seu segundo álbum, Love for Sale. A música foi um grande sucesso na Europa, ficando em 1° lugar na Alemanha, Áustria, Bélgica, Espanha, França, Holanda, Noruega, Suécia e Suíça, e em 2° na Finlândia, Portugal e Reino Unido. Na Billboard Hot 100 dos EUA, a canção conseguiu somente alcançar a posição de número 96. Além disso, a canção conseguiu alcançar a posição de número 1 no Eurochart Hot 100.
O assistente de Frank Farian, Hans-Jörg Mayer, descobriu uma popular canção folclórica tunisiana, "Sidi Mansour", durante as férias, e reescreveu a canção em uma faixa disco. A letra de Fred Jay foi inspirada na história da lendária fora-da-lei dos anos 1930, Ma Barker, embora o nome tenha sido alterado para "Ma Baker" porque "soava melhor". A canção já foi regravada por vários artistas, incluindo a dupla pop Milli Vanilli, que gravou sua versão em 1988. A canção foi remixada no mesmo ano, em 1993 e novamente em 1998. Os vocais do refrão "ma ma ma ma" também foram sampleados em "Poker Face" de Lady Gaga.